# Charles Chamberland

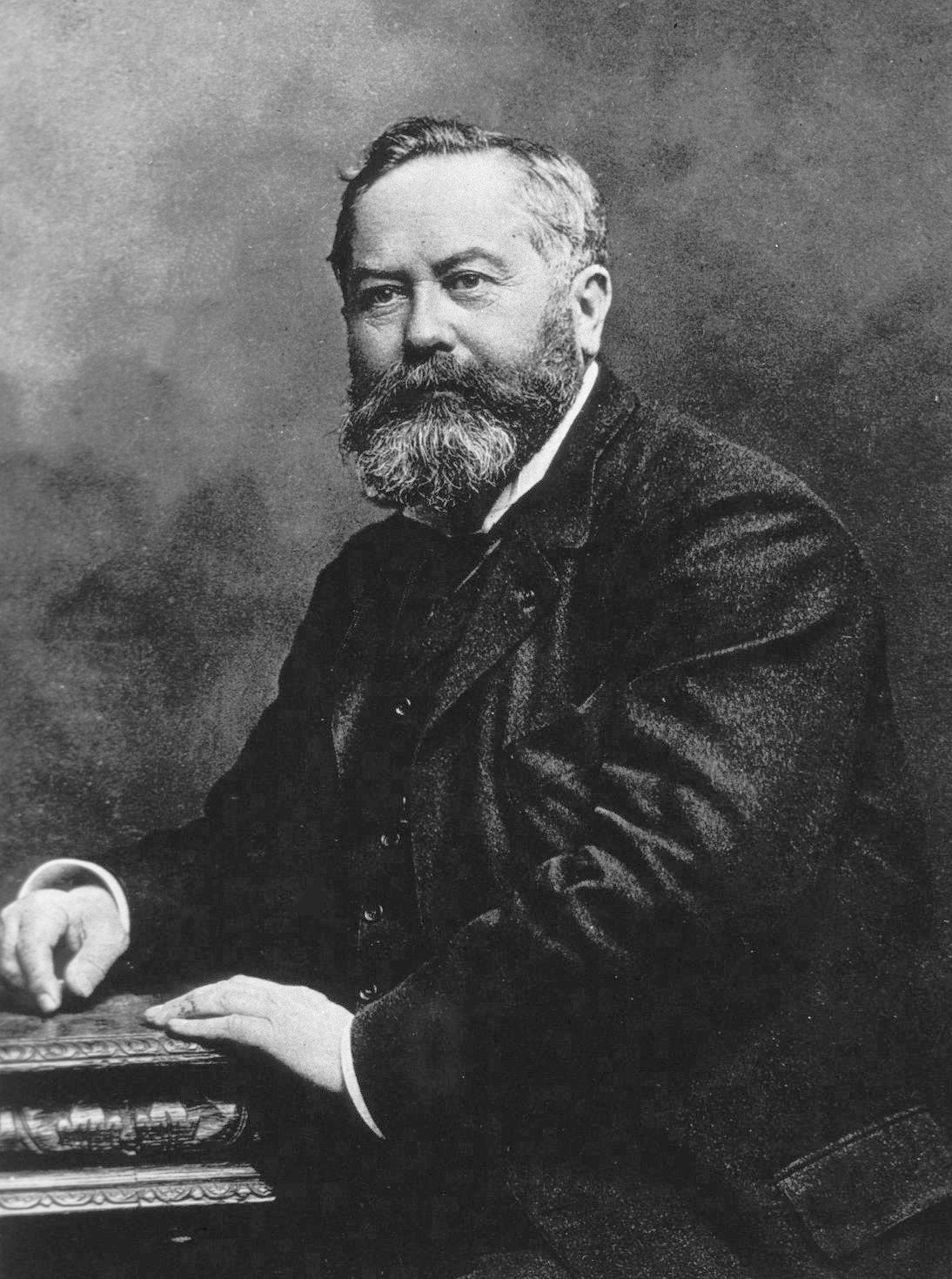
Charles Édouard Chamberland um 1880

Charles Édouard Chamberland (* 12. März 1851 in Chilly-le-Vignoble, Département Jura; † 2. Mai 1908 in Paris) war ein französischer Bakteriologe.

## Leben und Wirken
Charles Chamberland war ein Sohn des Lehrers Auguste Chamberland und dessen Frau Appoline Philibert. Er absolvierte zunächst eine Ausbildung am Lycée in Lons-le-Saunier und später am Collège Rollin von Paris. 1871 wurde er sowohl für das Studium an der École polytechnique und der École Normale Supérieure in Paris zugelassen. Chamberland entschied sich für ein Studium an der École Normale Supérieure. Nach dem Abschluss seiner Ausbildung arbeitete er 1874 als Lehrer an einem Lycée in Nîmes.
Im darauffolgenden Jahr kehrte Chamberland an die École Normale Supérieure zurück, an der er bis 1888 blieb. Hier wurde er zunächst Assistent im Labor von Louis Pasteur, wurde einer seiner engsten Mitarbeiter bei der Erforschung von Milzbrand sowie Tollwut und geriet mitten in dessen Auseinandersetzung mit Henry Charlton Bastian über die Spontanzeugung von Mikroorganismen. 1879 verteidigte Chamberland seine Doktorarbeit mit dem Thema Forschungen über die Entstehung und Entwicklung von mikroskopischen Organismen, für die er einen Autoklav entwickelte. 1884 erfand er den nach ihm benannten Chamberland-Filter, eine aus unglasiertem Porzellan bestehende Filterkerze, deren Poren kleiner als Bakterien sind.
Am 7. Juli 1881 wurde er in die Ehrenlegion aufgenommen. Vom 4. Oktober 1885 bis zum 11. November 1889 war Chamberland Abgeordneter der radikalen Linken (Gauche Radicale) für das Département Jura in der französischen Nationalversammlung.
Nach der Gründung des Institut Pasteur leitete er ab 1888 die Forschungsabteilung, die sich mit der Anwendung von Mikroorganismen zur Förderung der menschlichen Hygiene beschäftigte. Eine seiner Hauptaufgaben war die Vorbereitung des Einsatzes von Impfstoffen in großem Umfang. 1904 wurde er stellvertretender Direktor des Institutes und Mitglied der Académie nationale de Médecine.

## Schriften (Auswahl)
- Pasteur, Joubert und Chamberland: La théorie des germes et ses applications à la médećine et à la chirurgie. In: Bulletin de l’Académie de médecine. 2. Reihe, Band 7, 1878, S. 432–453.
- Recherches sur l’origine et le développement des organismes microscopiques. In: Annales scientifiques de l’École normale supérieure. 2. Folge, Band 7, Supplément, 1879, S. 3–94 (PDF; 13,8 MB). - Dissertation
- Le Charbon et la Vaccination Charbonneuse, d’apres les Travaux recents de M. Pasteur. Tignol, Paris 1883 (online).
- Sur un filtre donnant de l'eau physiologiquement pure. In: Compt. rend. Acad. Sc. Band 99, 1884, S. 247 f.
- Description des divers modèles du filtre Chamberland système Pasteur; leur application aux eaux, vins, bières…. Tignol, Paris 1885.